# Франкения порошистая
Франке́ния поро́шистая, или Франкения припу́дренная (лат. Frankēnia pulverulēnta), — однолетнее травянистое растение; вид рода Франкения (Frankenia) семейства Франкениевые (Frankeniaceae).

## Ботаническое описание
Терофит. Однолетнее растение высотой 10-30 см, с солевыделяющими желёзками.
Стебель простой или ветвистый, стелющийся или подведённый, покрытый короткими белыми волосками, часто простёртый. Листья на коротких реснитчатых черешках, большей частью по четыре в мутовке, обратнояйцевидные или эллиптические, с тупой или выемчатой верхушкой, вверху голые, снизу опушённые и с мучнистым налётом, длиной 2—7 мм и шириной 1—2,5 мм.
Цветки мелкие, одиночные (реже по два — четыре) в пазухах листьев и на концах веточек. Чашечка цилиндрическая, спайнолепестная, ребристая, голая, до 3,5 мм длиной, с пятью шиловидными зубцами. Лепестки в числе пяти, свободные, обратнояйцевидные, с середины суженные в ноготок, розовые, 3—4 мм длины, с линейными язычками у основания. Тычинок шесть.
Плод — трёхстворчатая продолговато-эллиптическая коробочка, одногнёздная, светло-коричневая, длиной 0,5—0,7 (до 2) мм и шириной 0,3 (до 1) мм. Цветёт с конца апреля по июнь, плодоносит в июле — августе. Размножается семенами.

## Распространение и местообитание
Распространена в Средиземноморье, на Кавказе, на Украине в Крыму и Причерноморье (Закарпатская, Херсонская, Донецкая, Кировоградская области), на юге Средней Азии, в Монголии, в России — на Нижнем Дону, в Восточном Предкавказье, на Нижнем Поволжье и в Прикаспии.

## Синонимика
По данным The Plant List на 2010 год, в синонимику вида входят:
- Franca nodiflora Vis.
- Franca pulverulenta Vis.
- Frankenia canescens C.Presl
- Frankenia cespitosa Lowe
- Frankenia densa Pohnert, nom. illeg.
- Frankenia intermedia Costa
- Frankenia nodiflora Lam.
- Frankenia pampeana Speg.

## Охранный статус

### В России
В России вид входит в Красные книги Ростовской и Саратовской областей, а также Республики Башкортостан.

### На Украине
Входит в Красную книгу Украины, охраняется в Азово-Сивашском национальном природном парке.